# Helmut Otto (Künstler)
Helmut Richard Otto (* 27. August 1937 in Nordhausen; † 21. Januar 2012) war ein deutscher Maler und Hochschullehrer.

## Leben
Helmut Otto studierte 1959–1964 an der Hochschule der Künste Berlin bei Werner Volkert und wurde Gymnasiallehrer. Von 1969 bis 1980 war er an der Pädagogischen Hochschule Berlin tätig und wurde dann an die Hochschule der Künste berufen, wo er bis 2002 Malen und Zeichnen lehrte. Otto war Mitglied der Gruppe „Lügensieb“ und stellte in der Galerie Taube in Berlin sowie in der Galerie H. Freiberg in Braunschweig aus.
Seine letzte Ruhestätte fand er auf dem Südwestkirchhof Stahnsdorf.

## Ausstellungen
- Helmut Otto: Bilder aus der alten und der neuen Welt; Aquarelle 1995–1997; 17. Oktober – 29. November 1997. Galerie Taube, Berlin, 1997